# Anthony Burgess
Anthony Burgess, pseudoniem van John Anthony Burgess Wilson (Manchester (Engeland), 25 februari 1917 – Londen, 22 november 1993) was een Brits auteur en componist. 

## Biografie
Anthony Burgess studeerde Engelse taal en letteren en werkte als onderwijsofficier in Brunei en Maleisië na de Tweede Wereldoorlog. Hier schreef hij zijn Maleise trilogie over het verval van het Britse koloniale rijk (The long day wanes). In 1959 werd er een hersentumor bij hem geconstateerd en had hij een levensverwachting van een paar maanden. Hij gaf het lesgeven op en werd een fulltime schrijver. Later bleek dat deze diagnose foutief was. 
In zijn carrière als schrijver publiceerde hij meer dan 50 boeken in verschillende genres waaronder fictie en sciencefiction. Ook schreef hij een studie over het werk en de taal van James Joyce met de titel Here comes everybody.
Zijn beroemdste en beruchtste boek was A Clockwork Orange, verfilmd door Stanley Kubrick in 1971. Het boek - dat zich te Londen in de nabije toekomst afspeelt - gaat in wezen over vrije wil en moraliteit. De jonge antiheld van het boek, Alex, wordt gevangengenomen na een leven vol geweld. Hij krijgt een soort hersenspoeling om zijn gewelddadigheid te stoppen: hij wordt kwetsbaar tegenover andere mensen en kan ook niet meer van muziek genieten (het enige andere plezier in zijn leven). De film werd in veel landen verboden en blijft erg controversieel.
Naast het schrijven van boeken heeft Burgess ook boeken vertaald en een aantal symfonieën, een vioolconcert, een pianoconcert en diverse werken voor blokfluit (het instrument dat zijn zoon bespeelde) gecomponeerd. Hij sprak negen talen en zijn liefde voor taal komt ook naar boven in de tekst van A Clockwork Orange. Daarin spreken de tieners het zogenaamde Nadsat, een taal gebaseerd op Engels slang en het Russisch (vrienden zijn droogs, meisjes devotchkas en intellectuelen sofisto's). Voor de film Quest for Fire (1981) bedacht Burgess een volledige prehistorische taal.
Anthony Burgess overleed aan longkanker.

## Werken
- The long day wanes
  - Time for a Tiger (1956)
  - The Enemy in the Blanket (1958)
  - Beds in the East (1959)
- The Right to an Answer (1960)
- The Doctor is Sick (1960)
- The Worm and the Ring (1961)
- Devil of a State (1961)
- A Clockwork Orange (1962)
- The Wanting Seed (1962)
- Honey for the Bears (1963)
- The Eve of St. Venus (1964)
- Nothing Like the Sun: A Story of Shakespeare's Love Life (1964)
- A Vision of Battlements (1965)
- Tremor of Intent: An Eschatological Spy Novel (1966)
- M/F (1971)
- Napoleon Symphony: A Novel in Four Movements (1974)
- The Clockwork Testament, or Enderby's End (1974) (Volume 3 van Enderby kwartet)
- Beard's Roman Women (1976)
- Abba Abba (1977)
- 1985 (1978)
- Man of Nazareth (gebaseerd op zijn scenario Jesus of Nazareth) (1979)
- Earthly Powers (1980)
- The End of the World News: An Entertainment (1982)
- Enderby's Dark Lady, or No End of Enderby (1984) (Volume 4 van Enderby kwartet)
- The Kingdom of the Wicked (1985)
- The Pianoplayers (1986)
- Any Old Iron (1988)
- The Devil's Mode (1989), verhalen
- Mozart and the Wolf Gang (1991)
- A Dead Man in Deptford (1993)
- Byrne (1995)